# نشانه‌گذاری کروگر–وینک
نشانه‌گذاری کروگر-وینک (به انگلیسی: Kroger-Vink notation) یک روش نشانه‌گذاری استاندارد در بلورشناسی است که برای توصیف عیوب نقطه‌ای در جامدات یونی بکار می‌رود.
در این نشانه‌گذاری، عیوب با توجه به شبکه کامل تعریف شده و با ۳ قسمت توصیف می‌شوند: نماد اصلی، یک زیرنویس و یک بالانویس.
مثلاً در نشانه‌گذاری {\displaystyle M_{L}^{C}} نماد اصلی M نوع خاصی از اتم را نشان می‌دهد در مورد یک جای خالی، نماد اصلی V است اندیس L محلی در شبکه کامل را نشان می‌دهد که در آن عیب واقع شده‌است. بالانویس C بار مؤثر (یا بار نسبی) عیب را نشان می‌دهد که معادل با اختلاف ظرفیت بین گونه‌های محل L و ظرفیت اتمی است که محل L در شبکه کامل را اشغال می‌کند.

## تاریخچه

اجزای یک لامپ پرتو کاتدی

در دهه‌های ۱۹۴۰ و ۱۹۵۰، دانشمندان در آزمایشگاه فیلیپس آیندهوون در هلند در حال توسعه فسفر برای لوله‌های پرتو کاتدی، CRT‌ها بودند. فسفرها معمولاً  ترکیبات معدنی هستند که با یک یا چند ترکیب دیگر "دوپ" شده‌اند و هنگامی که با الکترون‌ها، اشعه ایکس یا نور تابش می‌شوند نور را در طول موج دلخواه ساطع می کنند. به عنوان مثال، یک پیشرفت بزرگ برای توسعه تلویزیون‌های رنگی در سال‌ها پیش، کشف {\displaystyle {\ce {Eu2O3}}} دوپ شده با {\displaystyle {\ce {YV O4}}} {\displaystyle {\ce {(YV O4:Eu)}}} بود که نور قرمز روشنی را تحت بمباران الکترونی در یک CRT منتشر می‌کرد. یک فسفر قرمز روشن همراه با فسفرهای سبز و آبی موجود، امکان نمایش دقیق رنگ را در صفحۀ تلویزیون فراهم می‌کند. . از آنجاکه مواد افزودنی و یون‌های شبکۀ میزبان اغلب دارای بار‌های متفاوتی هستند - که در انتشار نور مهم است - کروگر و وینک (۱۹۵۶) یک نماد مناسب برای در نظر گرفتن بار یون‌های مختلف در فسفر ایجاد کردند که به مراتب از سایر نمادهای استفاده‌شده در آن زمان برتر بود و در حال‌ حاضر نیز کاملاً پذیرفته‌شده است. قبل از این، هر شاخه از مهندسی و علم - یا هر فرد - نشانه‌های خاص خود را برای عیوب در جامدات داشت که درک نتایج دیگران را که در یک زمینۀ مرتبط روی مواد مشابه کار می‌کردند، دشوار می‌کرد. متأسفانه، اگرچه این نمادگذاری به طور گسترده پذیرفته‌شده است، هنوز معنای نمادگذاری {\displaystyle {\mathsf {K-V}}}  حتی در بسیاری از کتاب‌های درسی اغلب اشتباه تعبیر می‌شود. در نتیجه، امروزه در مورد نحوۀ اعمال نمادگذاری {\displaystyle {\mathsf {K-V}}} برای محاسبه غلظت عیوب نقطه‌ای و تأثیر آنها بر خواصی مانند نفوذ در جامدات و رسانایی‌ الکتریکی، سردرگمی وجود دارد. توانایی محاسبه غلظت‌ها - برحسب تعداد در واحد حجم - در پیش‌بینی تأثیر عیوب نقطه‌ای بر خواص، بسیار مهم است.

## علامت‌گذاری برای توصیف عیوب نقطه‌ای

#### نمادگذاری عیوب در اکسیدها
در یک اکسید، یون‌های فلزی که در موقعیت‌های عادی شبکه جای گرفته‌اند، به صورت {\displaystyle {\ce {M_{M}}}} نوشته می‌شوند، که در آن زیرنویس، نوع اتم‌های شبکه‌ای را توصیف می‌کند که فضاهای خالی آن اشغال‌ شده است. متقابلا، یون‌های اکسیژن که در مکان‌های عادی شبکه قرار دارند به شکل {\displaystyle {\ce {O_{O}}}} نوشته می‌شوند. عیوب نقطه‌ای در یک اکسید شامل جای‌های خالی M و O و اتم‌ها یا یون‌های بینابینی M و O است. جاهای‌خالی به ترتیب با {\displaystyle {\ce {{v}}}} و زیرنویس M یا O نشان داده می‌شوند، که به‌ترتیب به مکان‌های خالی موجود در اتم‌های فلز ویا اکسیژن اشاره دارند. یون ها یا اتم‌های بینابینی با زیرنویس "i" توصیف می شوند. فضاهای خالی و اتم‌های اضافی در یک اکسید، بدین ترتیب نوشته می‌شوند:
- {\displaystyle {\ce {v_{O}}}} جای‌خالی یک اتم اکسیژن
- {\displaystyle {\ce {v_{M}}}} جای‌خالی یک اتم فلز
- {\displaystyle {\ce {O_{i}}}} وجود اتم اضافی اکسیژن میان شبکه
- {\displaystyle {\ce {M_{i}}}} وجود اتم اضافی فلز میان شبکه[۲]

به همین ترتیب، یک فضای بینابینی خالی یا اشغال‌نشده را می‌توان به {\displaystyle {\ce {v_{i}}}} شکل نوشت.
در حالی‌که به‌طور سنتی از نماد {\displaystyle V} برای نمایش جای‌خالی استفاده می‌کنند، برای جلوگیری از اشتباه با علامت عنصر وانادیوم {\displaystyle {\ce {V}}}، می‌توان  از حرف کوچک {\displaystyle {\ce {{v}}}} یا مورب {\displaystyle V} استفاده کرد.

#### نمادگذاری عیوب در آلیاژها و دیگر ترکیبات
در یک فرمول، نمادهای اصلی، گونه‌های موجود در یک مکان خاص را نشان می‌دهند که با توجه به فضای خالی تعریف شده‌اند. اگر فضایی خالی باشد، با علامت مورب V نشان داده می‌شود. (در زمینه‌های خاص، نمادهای دیگری مانند کادر مربع، {\displaystyle \Box }، برای جاهای خالی استفاده می‌شوند، اما استفاده از V ایتالیک ترجیح داده می‌شود، عنصر وانادیوم با حرف V قائم نوشته می‌شود.)
حفره‌ها و اتم اشغال‌کنندۀ آن در ساختاری از یک ترکیب ایده‌آل با اندیس‌های پایین سمت راست نشان داده می‌شوند. اندیس اول نوع اتم موجود در فضای اشغال‌شده را نشان می‌دهد و اندیس دوم (در صورت استفاده) که با ویرگول از اولی جدا می‌شود، تعداد اتم‌های موجود در آن فضا را نشان می‌دهد. بدین‌ترتیب، یک اتم  A که معمولاً  توسط اتم  A، در ساختار ایده‌آل، اشغال می‌شود با {\displaystyle A_{A}} بیان می‌شود؛ یک اتم A که در حفرات ساختار ماده‌ای با اتم‌های B قرار دارد؛ به شکل {\displaystyle A_{B}} بیان می‌شود؛ و {\displaystyle N_{N,1-x}}{\displaystyle N_{M,x}}{\displaystyle N_{M,x}}{\displaystyle M_{M,1-x}} نیز مخفف یک آلیاژ بی‌نظم است، درحالی‌که ترکیب ایده آل آن به‌صورت {\displaystyle M_{M}N_{N}} نمایش داده می‌شود که تمام اتم‌های M در یک نوع از مکان‌های کریستالی هستند و تمامی اتم‌های N در نوع دیگری از مکان‌های کریستالی هستند، یک نمایش جایگزین برای این آلیاژهای نامنظم به شکل {\displaystyle {\bigl (}M_{1-x}N_{x}{\bigr )}_{M}{\bigl (}M_{x}N_{1-x}{\bigr )}_{N}} است. گونه‌ای که یک فضای بینابینی را اشغال می‌کند (یعنی فضایی که در ساختار ایده‌آل اشغال نشده‌ است) با زیرنویس «i» نشان داده می‌شود.

#### مثال‌ها
1. {\displaystyle Sn_{Sn,1-x}}{\displaystyle Sn_{Mg,x}}{\displaystyle Sn_{Mg,x}}{\displaystyle Mg_{Mg,2-x}}  نشان می‌دهد که در ترکیب {\displaystyle {\ce {Mg2Sn}}} برخی اتم‌های {\displaystyle {\ce {Mg}}} در فضاهای موجود در {\displaystyle {\ce {Sn}}} قرار دارند و بالعکس.
2. {\displaystyle {\bigl (}Bi_{2-x}Te_{x}{\bigr )}_{Bi}{\bigl (}Bi_{x}Te_{3-x}{\bigr )}_{Te}} نشان می‌دهد که در ترکیب {\displaystyle {\ce {Bi2Te3}}} برخی اتم‌های {\displaystyle {\ce {Bi}}} در فضاهای موجود در {\displaystyle {\ce {Te}}} قرار دارند و بالعکس.
3. {\displaystyle V_{Cl,1-x}}{\displaystyle Cl_{Cl,x}}{\displaystyle V_{Na,x}}{\displaystyle Na_{Na,1-x}} نشان می‌دهد که {\displaystyle x} فضای خالی {\displaystyle {\ce {Na}}} و {\displaystyle x} فضای خالی {\displaystyle {\ce {Cl}}} در  {\displaystyle {\ce {NaCl}}} هستند، که باعث نقص شاتکی می‌شود.
4. {\displaystyle V_{C,0.2}}{\displaystyle C_{C,0.8}}{\displaystyle \mathrm {V} _{\mathrm {V} ,1}} نشان می‌دهد که {\displaystyle 0.2} از فضاهای کربن در کاربید وانادیوم {\displaystyle {\ce {CV}}} خالی هستند.[۳]

از نمادهای نقص در شبکه می‌توان در نوشتن واکنش‌های شبه شیمیایی استفاده کرد.
1. {\displaystyle Na_{Na}\rightarrow V_{Na}+Na(g)} تبخیر یک اتم {\displaystyle {\ce {Na}}} را نشان می‌دهد که در آخر یک جای‌خالی سدیم در شبکه باقی می‌گذارد.
2. {\displaystyle 0.5Cl_{2}(g)+V_{Cl}\rightarrow Cl_{Cl}} نشان‌دهنده ادغام یک اتم کلر، از یک مولکول دی کلر، در یک محل خالی کلر در شبکه است.[۳]

## نمایش ساختارهای کریستالوگرافی
فضاهای کریستالی را می‌توان با زیرنویس‌ها از یک‌دیگر متمایز کرد، به‌عنوان مثال، {\displaystyle {\mathsf {tet}}}، {\displaystyle {\mathsf {oct}}} و {\displaystyle {\mathsf {dod}}}، به ترتیب نشان‌دهنده ساختار‌های چهاروجهی، هشت‌وجهی و دوازده‌وجهی هستند. در بعضی‌موارد، مانند اکسیدها و سولفیدها می‌توان تعداد زیرنویس ها را با تعریف نمادهایی خاص برای نشان دادن تقارن موجود در ساختار کاهش داد؛ به عنوان مثال، از ( ) برای ساختار‌های چهاروجهی، از [ ] برای ساختارهای هشت‌وجهی و از { } برای ساختارهای دوازده‌وجهی استفاده می‌شود. . برای جلوگیری از سردرگمی، چنین علائم محصورکننده‌ای باید به مواردی محدود شوند که از آنها برای بیان ضرب استفاده نمی‌شود. معنی نمادها باید به‌وضوح در متن بیان شود.

#### مثال‌ها
1. {\displaystyle O_{4}}{\displaystyle Al_{oct,2}}{\displaystyle Mg_{tet}} یا {\displaystyle (Mg)[Al_{2}]O_{4}} نشان‌دهنده یک اسپینل معمولی است.
2. {\displaystyle O_{4}}{\displaystyle Ni_{oct}}{\displaystyle Fe_{oct}}{\displaystyle Fe_{tet}} یا {\displaystyle (Fe)[Fe][Ni]O_{4}} نمایشی برای {\displaystyle {\ce {NiFe2O4}}} است.(اسپینل از نوع معکوس)[۳]

## نمایش عیوب باردار
در یک ترکیب یونی اتم‌ها باردار هستند و کاتیون‌ها و آنیون‌ها دارای یک ظرفیت صحیح مشخص (عدد اکسایش کامل) هستند. عیوب نقطه‌ای نیز ممکن است خنثی یا باردار باشند. مقدار بار این عیوب نقطه‌ای را می‌توان براساس ظرفیت واقعی آن‌ها بیان کرد. با این حال، به طور کلی در نوشتن واکنش‌های مربوط به عیوب راحت‌تر است که از کریستال ایده‌آل و کامل به عنوان حالت مرجع استفاده کرد و بار عیوب را نسبت به این کریستال کامل در نظر گرفت. این بار نسبی را بار مؤثر عیوب می‌نامند. درصورتی‌که یک کریستال کامل را به عنوان مرجع درنظر بگیریم، اتم‌هایی که در موقعیت عادی ساختار شبکه قرار دارند، بار مؤثر صفر دارند. برای تاکید بر این بار موثر صفر، اغلب یک {\displaystyle {\ce {x}}}  به‌عنوان یک بالانویس به نماد عنصر اضافه می‌شود، پس کاتیون‌ها و آنیون‌های معمولی در یک اکسید (که به‌صورت یک عیب میان‌شبکه‌ای نیستند) به صورت {\displaystyle {\ce {M^{x}_{M}}}} و {\displaystyle {\ce {O^{x}_{O}}}}نوشته می‌شوند.

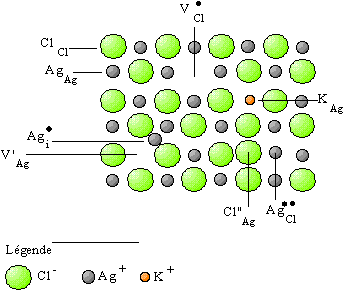
عیوب نقطه‌ای در یک ترکیب یونی و نشانه‌گذاری کروگر وینک

نمادگذاری برای بارهای کامل بدین صورت است: یک واحد بار مثبت با یک بالانویس +، n واحد بار مثبت با یک بالانویس +n، یک واحد بار منفی با یک بالانویس -، و n واحد بار منفی با یک بالانویس -n نمایش داده می‌شود. در حالی‌که یک واحد بار مثبت مؤثر با یک نقطه، ●، بالا سمت راست نشان داده می‌شود، همچنین یک واحد بار موثر منفی با یک بالانویس، ′، نمایش داده می‌شود؛ n واحد بار جزئی به‌صورت بالانویس، {\displaystyle ^{n\bullet }} یا {\displaystyle ^{n\prime }}، بیان می‌شود.
می‌توان این نمادگذاری را مطابق زیر خلاصه کرد:
برای نماد {\displaystyle S_{P}^{c}} داریم؛
{\displaystyle S} :نوع عیب
{\displaystyle P} :موقعیت در کریستال (نشان‌دهنده اتم‌های کناری عیب موردنظر)
{\displaystyle c} :بار مؤثر نسبت به بلور ایده‌آل:
منفی: بالانویس ′
مثبت: بالانویس نقطه، {\displaystyle ^{\bullet }}
خنثی: {\displaystyle {\ce {x}}}